# 4 für Sie
4 für Sie war eine österreichische Live-Talkshow, welche von Puls 4 produziert und auch ausgestrahlt wurde. Am 16. März 2012 stelle man die Sendung bis auf Weiteres ein.

## Die Sendung
Von Montag bis Freitag diskutieren zwischen 12:00 und 13:00 Uhr vier Frauen, eine davon ist ein Studiogast, der nach jeder Folge wechselt. Die Themen der Sendung fixieren sich laut eigenen Angaben auf Beziehung, Körper, Seele, Kinder, Küche und Karriere. In der Sendung wird nicht nur über Probleme oder über schwierige Entscheidungen diskutiert; man versucht auch eine Austauschplattform zu bieten. Häufig wird über Kochrezepte, Haushaltsfragen, Ernährungstipps, Männer und Beruf gesprochen. Es geht in der Sendung darum, dass Zuseherinnen aus Österreich über ihre Meinungen, Anliegen und Tipps diskutieren können. Man versucht sich an allen Altersschichten zu orientieren.

## Rubriken
Abgesehen vom Live-Talk wird die Sendung in Rubriken eingeteilt. Diese wären:

### 4 für Sie: Kräutergarten
In dieser Rubrik geben die Moderatorinnen Ratschläge darüber, wie bestimmte Pflanzen besser wachsen, welche Heilkräfte sie angeblich besitzen und es werden auch Tipps darüber gegeben, wie man diese Kräuter zubereiten kann.

### 4 für Sie: Tipps
Bei 4 für Sie: Tipps muss zwischen den Wochenendtipps und den g'schickten Tipps unterschieden werden. Die Wochenendtipps geben eine Zusammenfassung darüber, welche Veranstaltungen am Wochenende stattfinden, während die g'schickten Tipps zum größten Teil Rezepte und Ähnliches beinhalten. Diese Tipps werden meist von den Moderatorinnen vorgestellt, manchmal aber auch von Anrufern der Sendung selbst.